# Suolovuobme
Suolovuobme is het hoogste punt van de Noorse rijksweg 93 binnen de gemeente Kautokeino.
Suolovuobme ligt 50 km ten zuiden van Alta. Er staat één hoofdgebouw en een aantal bijgebouwen. Waarom is deze plek dan zo van belang? Het is:
- een plek op de trekroute van Saami die met hun rendieren trekken over de bergpassen van de Noorse bergen in dit gebied (van oost naar west vice-versa);
- een plek op de Noorse weg (noord-zuid) waar wordt aangegeven of de weg naar (met name Alta) begaanbaar is voor verkeer; de weg is eigenlijk alleen gedurende het zomerseizoen begaanbaar voor al het verkeer;
- een rustplaats voor vele natuurliefhebbers in het gebied;
- een noodplaats voor gestrande reizigers, als het weer plotseling omslaat (fjelstue).

In de verre omtrek is er geen bewoning te vinden; Alta dus op 50 km; Masi (Noorwegen) op 18 km en dan nog de plaats Kautokeino op 80 km.